# Локкин, Степан Константинович
Степа́н Константи́нович Ло́ккин (1891—1975) — советский хозяйственный, государственный и политический деятель.

## Биография
Родился в 1891 году в крестьянской семье карелов в селе Сельга Богоявленской волости Повенецкого уезда Олонецкой губернии (ныне Медвежьегорский район Республики Карелия). Член КПСС с 1927 года.
С 1911 года — на хозяйственной, общественной и политической работе. В 1911—1946 годах — на лесозаготовках, участник Гражданской войны, красноармеец отряда партизан 2-й бригады 1-й стрелковой дивизии, боец Повенецкого партизанского отряда, рабочий, мастер леса, старший мастер по лесозаготовкам Паданского леспромхоза Сегозерского района Карело-Финской ССР.
Во время Гражданской войны вступил в партизанский отряд М. Г. Романова и принял активное участие в боях против интервентов и белогвардейцев в Карелии. За героизм, проявленный в операции по взятию деревни Дианова Гора, был награждён орденом Красного Знамени. После изгнания интервентов с Севера России участвовал в боях против армии Врангеля и в боях с белофиннами в 1921—1922 годах. Трижды был ранен.
После окончания Гражданской войны Степан Локкин работал в лесной промышленности Карелии. Он вступил в КПСС и был избран депутатом Верховного Совета СССР первого и второго созывов. В дальнейшем вышел на пенсию.
Приказом Реввоенсовета № 106 от 23 февраля 1920 года удостоен ордена Красного Знамени

За то, что 6 июня 1919 г., во время наступления красных частей на дер. Федотово, он, несмотря на сильный ружейный и пулеметный огонь, открытый противником, одним из первых бросился в атаку и примером личного мужества увлек вперед товарищей, чем и способствовал взятию указанной деревни.

Избирался депутатом Верховного Совета СССР 1-го созыва.